# França Equinoccial
Es denomina França Equinoccial (France équinoxiale) als territoris ocupats pel Regne de França a l'Amèrica del Sud entorn de la línia equatorial, al segle xvii. El llegat més significatiu de la colònia és la ciutat de São Luís, actual capital de l'estat de Maranhão.

## Història

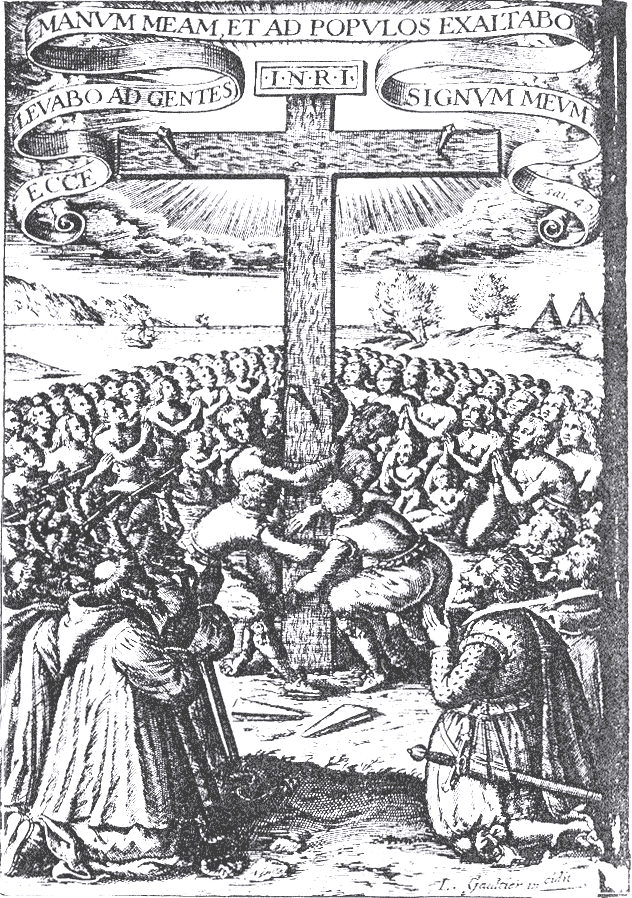
Els caputxins aixequen una creu en la colònia francesa.

### Primer assentament
L'imperi colonial francès al Nou Món incloïa Nova França (Nouvelle France) a l'Amèrica del Nord -en el que és avui el Quebec, al Canadà-, i la França Antàrtica (France Antarctique), en l'actual ciutat de Rio de Janeiro, al Brasil. Les nacions ibèriques consideraven que aquests assentaments violaven la butlla papal de 1493 i el Tractat de Tordesillas de 1494, documents que dividien el globus igualment entre Espanya i Portugal, excloent la resta de nacions d'aquest repartiment.
El 1594, Jacques Riffault va crear una factoria a l'illa Upaon-açu (a la badia maranhaense), deixant-la a càrrec del seu compatriota Charles dês Vaux, qui s'havia guanyat la confiança dels indígenes i dominava la llengua local. Els informes de Dês Vaux van causar que Enric IV de França encarregués a Daniel de La Touche una missió de reconeixement a la regió. Abans de partir, el monarca va ser assassinat i La Touche va obtenir de la regent Maria de Médici la concessió per construir un fort i establir-hi una colònia, amb un domini de 50 llegües de radi.

### La colònia
L'empresa va despertar l'interès de diversos calvinistes, com el banquer Nicolau de Harley, que van proporcionar recursos a la corona francesa. L'establiment de l'anomenada França Equinoccial es va iniciar el març de 1612, quan una expedició francesa va partir del port de Cancale, Bretanya, sota el comandament de Daniel de La Touche, Senyor de la Ravardière. El noble, que havia explorat l'any 1604 el litoral de Guyana amb el navegant Jean Mocquet, va dur 500 colons a bord de tres bucs - Régente, Charlote i Saint-Anne - a la costa nord de l'actual Maranhão. Van passar per l'arxipèlag de Fernando de Noronha i van arribar a destí el mes de juliol.

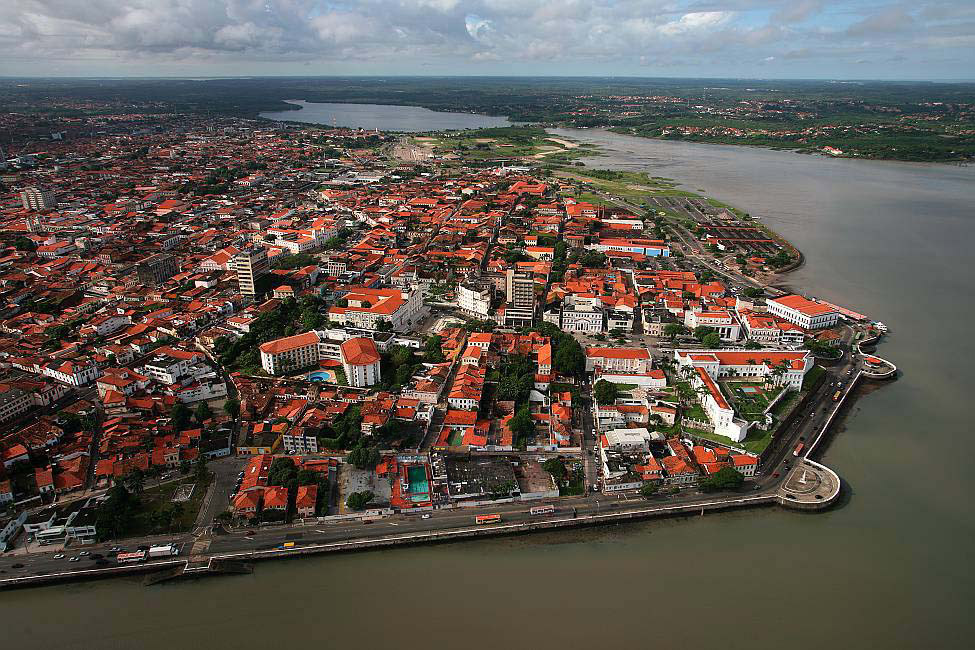
Vista aèria del Centre Històric de São Luís. L'antic fort se situava a la punta dreta.

Per facilitar la defensa, els colons es van establir en una illa, on van aixecar un fort denominat Saint Louis (on ara es troba el Palau dels Lleons, seu del govern estatal), en homenatge al sobirà, Lluís XIII. El dia 8 de setembre de 1612, frares caputxins van resar la primera missa. El fort està localitzat entre els rius Anil i Bacanga, a la badia maranhaense, proporcionant una visió estratègica del litoral de l'illa. Segons el relat de Claude d'Abbeville, prop de 12 mil indis vivien en les rodalies de la colonia, distribuïts en 27 poblacions.

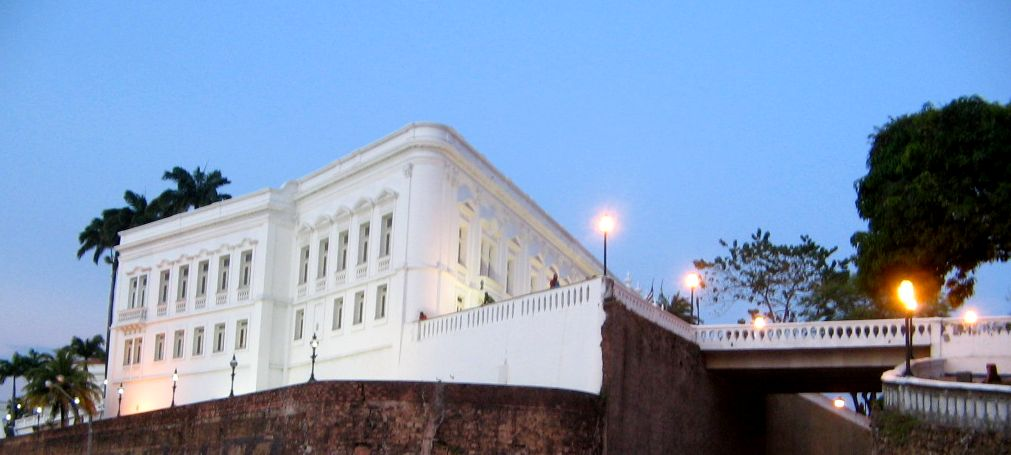
L'actual Palau dels Lleons de São Luís, construït en el lloc on els francesos havien aixecat el seu fort.

En la seva extensió màxima, el territori sota domini francès s'estenia des del litoral maranhense fins al nord de l'actual estat de Tocantins, dominant també gairebé tot l'est de Pará i bona part d'Amapá. Van explorar la regió fins al riu Tocantins. Els francesos van ser els primers europeus en arribar a la desembocadura de l'Araguaia, el 1613.

## Relacions amb els indígenes
Els frares caputxins de la colònia eren Claude d'Abbeville i Yves d'Évreux, autors d'importants relats sobre la presència francesa a Maranhão.
Els francesos van establir relacions amb els caps indígenes, en recerca d'aliances contra els portuguesos. Els caps (morubixabas) eren escollits en base a qualitats personals, com l'edat, experiència en la guerra, oratòria, número de familiars, entre d'altres.
La societat tupinambá era marcada per la poligàmia i la disputa entre pobles, que significava la captura d'enemics emprats en rituals d'antropofàgia, que les lleis franceses intentaven censurar.
Els francesos procuraven catequitzar els indis, atribuint-los noms cristians. Van realitzar també intercanvi de mercaderies. Van explorar els rius Mearim i Gurupi i van iniciar la plantació de cotó, tabac i canya de sucre.

## Expulsió dels francesos

### La guerra
Coneixedors de la presència francesa en la regió, els portuguesos van reunir tropes a la Capitania de Pernambuco, sota el comandament de Jerônimo de Albuquerque. A Guaxenduba, va tenir lloc una victòria clau dels portuguesos, malgrat que els francesos estiguessin en avantatge numèric i d'infraestructura. Els reforços sol·licitats pels francesos no van arribar a temps, trobant-se a França enredada en qüestions dinàstiques. Les operacions militars van culminar amb la capitulació francesa el 4 de novembre de 1615. Portugal va donar un ultimàtum per a la retirada dels francesos en un termini de cinc mesos.
Pocs anys més tard, a partir de 1620, es va iniciar l'arribada de colons de Pernambuco i també vinguts de la metròpoli, fent que la població de São Luís comencés a créixer, amb una economia basada principalment en la producció de sucre.

### Noves incursions franceses
Per la seva banda, els francesos van fer noves temptatives de colonització en la desembocadura de l'Amazones, d'on també van ser expulsats. Van seguir provant-ho més al nord, fins a arribar a l'actual Guaiana Francesa, el 1626. Caiena seria fundada el 1635 per iniciativa de la Compagnie de la France Équinoxiale. El 1674, la colònia francesa va quedar sota l'administració directa de la Corona, mitjançant un governador nomenat pel sobirà. Des de desembre de 2015, l'estatus de la Guaiana Francesa és el de col·lectivitat territorial única.

## Llegat

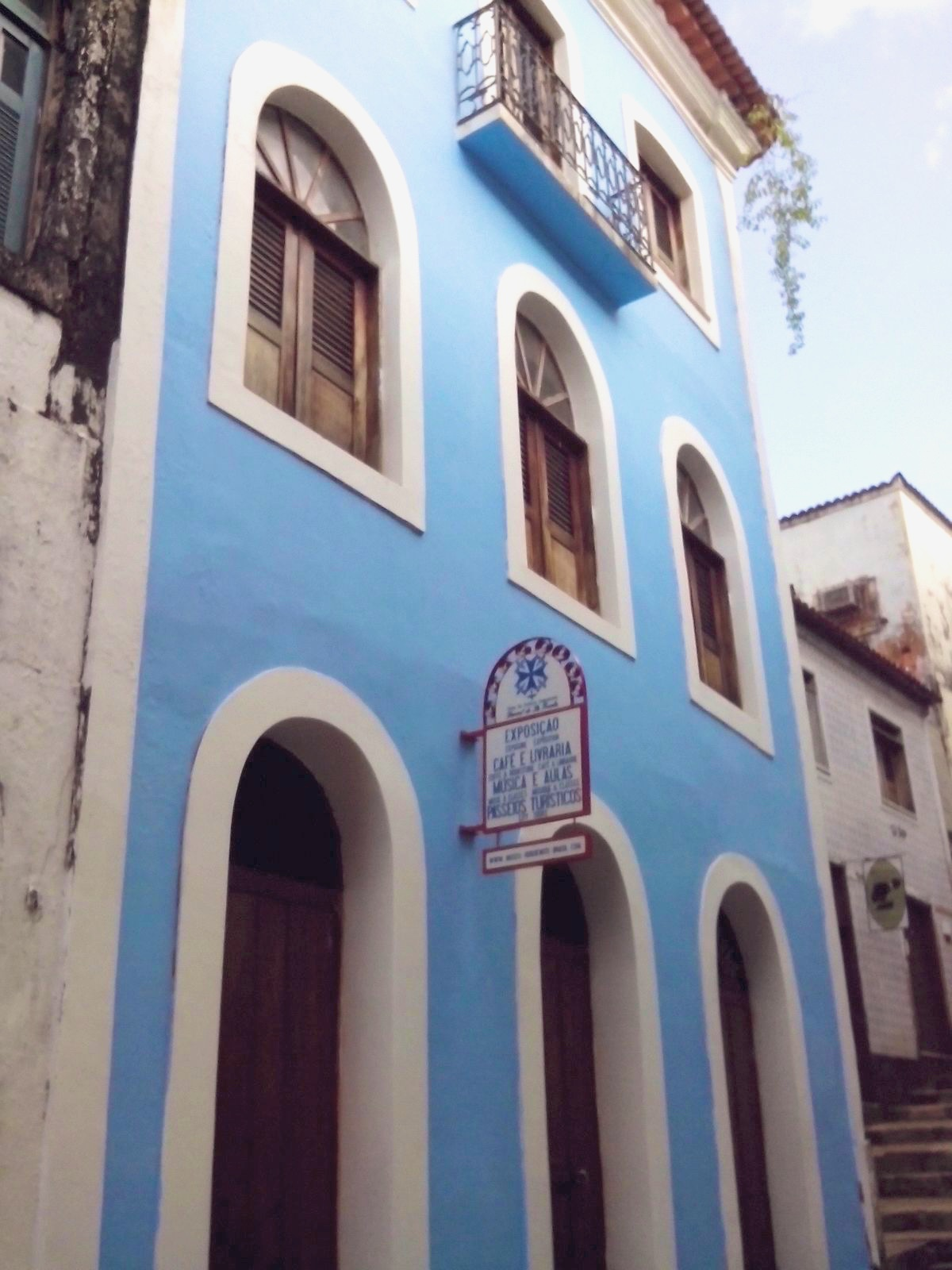
Façana de la Casa de Cultura Hugonota Daniel de La Touche

Encara que no se'n van conservar les construccions, en el llegat deixat pels francesos a Maranhão, es troben:
- El poblat fundat pels francesos va sobreviure al domini portuguès, amb el seu nom aportuguesat: São Luís.
- Al contrari de l'establiment de França Antàrtica, a la badia de Guanabara, la França Equinoccial no va conèixer disputes entre catòlics i protestants.
- La Casa de Cultura Hugonota Daniel de La Touche va ser fundada el 8 de setembre de 2014. Es tracta d'un museu, casa de cultura, història i memòria de la fundació francesa de São Luís, i té com objectiu el reforçament de la identitat cultural protestant francesa (hugonota).
- Alguns llocs de São Luís són homenatges als francesos, com les avingudes de São Luís Rei de França i de Daniel de La Touche o el Palau La Ravadiére, seu de l'ajuntament.